# Zofia Włodek
Zofia Albina Włodek (ur. 30 sierpnia 1925 w Krakowie, zm. 19 lutego 2018 tamże) – polska historyk filozofii, pracownik Instytutu Filozofii i Socjologii PAN, badaczka filozofii średniowiecza.

## Życiorys
Była córką Jana Włodka, agronoma, profesora Uniwersytetu Jagiellońskiego, legionisty oraz dyplomaty i Zofii Götz-Okocimskiej, wnuczką Zdzisława Wlodka i Jana Albina Goetza oraz siostrą Jana Mariana Włodka. W 1949 ukończyła studia na Wydziale Rolniczym Uniwersytetu Jagiellońskiego, w 1955 studia na Katolickim Uniwersytecie Lubelskim. W 1959 obroniła na KUL pracę doktorską o Hermanie z Augsburga, która została napisana pod kierunkiem profesora Stefana Swieżawskiego od 1956 współpracowała z Zakładem Historii i Filozofii Starożytnej i Średniowiecznej IFiS PAN w Warszawie, od 1961 była pracownikiem tego instytutu. W 1969 habilitowała się na podstawie pracy Krakowski komentarz z XV wieku do „Sentencji” Piotra Lombarda, w 1980 otrzymała tytuł profesora nadzwyczajnego, w 1991 tytuł profesora zwyczajnego nauk humanistycznych. Przeszła na emeryturę w 1995. Równocześnie w latach 1967–1987 wykładała w Akademii Teologii Katolickiej w Warszawie, w latach 1983−2002 w Kolegium Ojców Dominikanów w Krakowie.
Była edytorem i tłumaczem średniowiecznych tekstów filozoficznych, przetłumaczyła m.in. Kwestię o duszy (1996 – z Włodzimierzem Zegą) i Summa contra gentiles (tom 1 – 2003, tom 2 – 2007, z Włodzimierzem Zegą) Tomasza z Akwinu, Satyrę na herezje Jana Falkenberga (1973 – w piśmie Medievalia Philosophica Polonorum), opublikowała także książkę Filozofia bytu (1977), W 2011 wydano tom jej prac zebranych Z dziejów filozofii i teologii na Uniwersytecie Krakowskim w XV wieku. Sylwetki, teksty, studia. W roku 2012 w uznaniu licznych zasług Uniwersytet Jagielloński uhonorował ją medalem „Plus ratio quam vis”.
W 1997 została członkiem korespondentem Polskiej Akademii Umiejętności. Należała do Polskiego Towarzystwa Filozoficznego, Towarzystwa Naukowego Katolickiego Uniwersytetu Lubelskiego Jana Pawła II, Société internationale pour l'étude de la philosophie médiévale (w latach 1987–1992 była jego wiceprezesem).
Pochowana została na cmentarzu Rakowickim w Krakowie (kwatera HC-płn.-10).

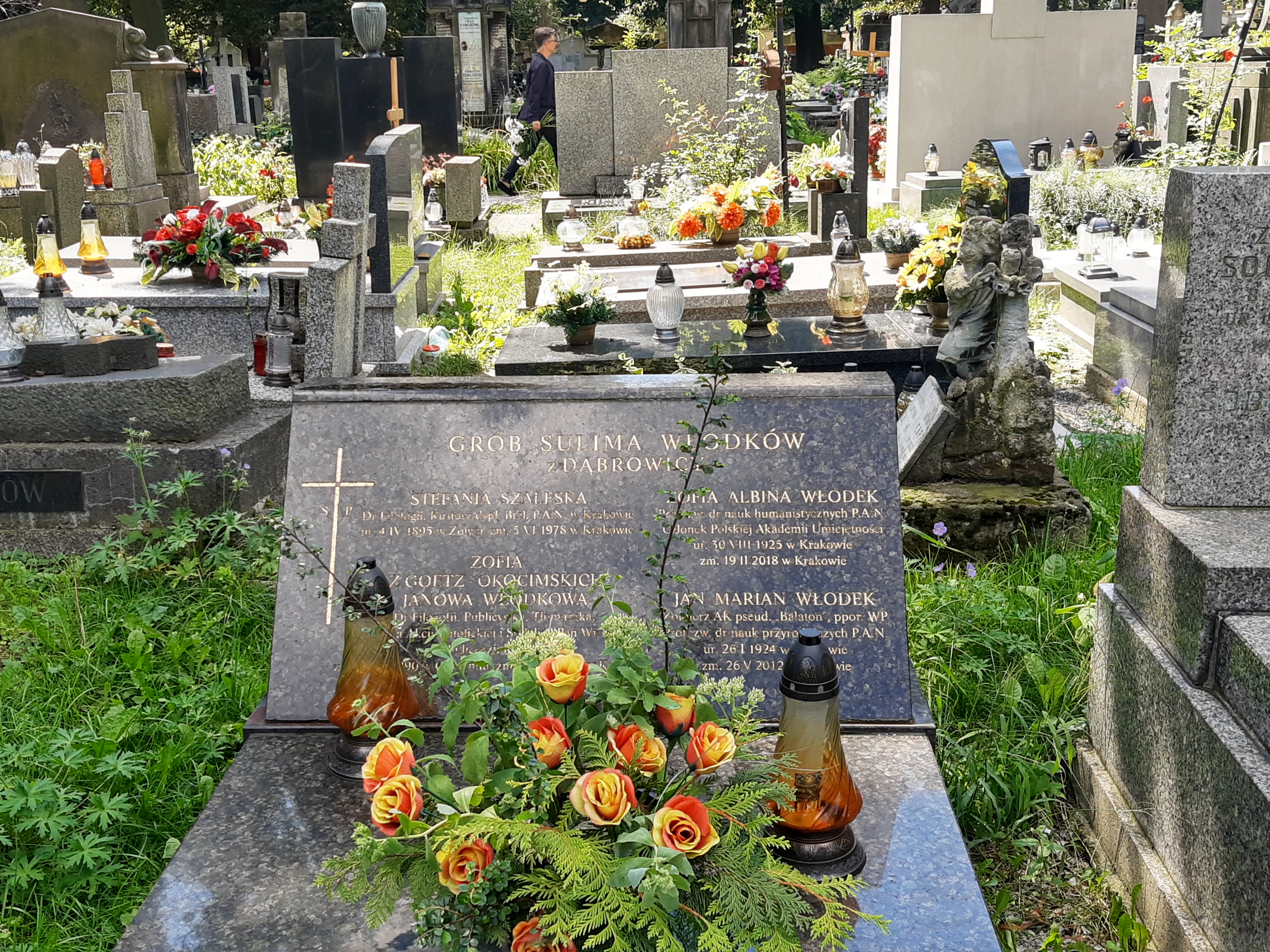
Grób Jana i Zofii Włodków na cmentarzu Rakowickim